# تشارلز فرازير ماكلين
تشارلز فرازير ماكلين (بالإنجليزية: Charles Fraser MacLean)‏ هو قاضي ومحامي وصحفي أمريكي، ولد في 21 نوفمبر 1841، وتوفي في 20 مارس 1924.